# Ваља Банулуј (Бузау)
Ваља Банулуј (рум. Valea Banului) насеље је у Румунији у округу Бузау у општини Козиени. Oпштина се налази на надморској висини од 317 m.

## Становништво
Према подацима из 2002. године у насељу је живело 116 становника, од којих су сви румунске националности.